# St. John Bay
St. John Bay is een baai van 440 km² in de Canadese provincie Newfoundland en Labrador. De baai bevindt zich in het noordwesten van het eiland Newfoundland.

## Geografie
St. John Bay ligt aan de westkust van het Great Northern Peninsula, het meest noordelijke gedeelte van Newfoundland. Ze wordt in het uiterste noorden begrensd door het schiereiland New Ferolle, in het oosten door de Highlands of St. John en in het zuiden door Port au Choix. Tussen beide kapen, daar waar de baai uitgeeft in de Saint Lawrencebaai, ligt een afstand van 40 km. St. John Bay snijdt, vergeleken met z'n breedte, niet ver in het binnenland (maximaal 15 km).
De baai is over zijn hele oppervlak rijk aan eilanden, al liggen alle relatief grote eilanden uitsluitend in de zuidelijke helft ervan. Naast St. John Island (18,0 km²), dat bij verre het grootste is, gaat het onder meer om Round Head Island (1,2 km²) en Hare Island (0,65 km²).

### Plaatsen
Langsheen de oevers van St. John Bay liggen vijf dorpen. Het betreft, van zuid naar noord: Port au Choix, Eddies Cove West, Barr'd Harbour, Castors River South, Castors River North en Bartletts Harbour. Het aan de zuidelijke kaap van de baai gelegen Port au Choix is met 742 inwoners (2021) bij verre de grootste plaats aan de baai en tegelijk de enige met gemeentestatus.